# Deux Sous de violettes
Pour plus de détails, voir Fiche technique et Distribution.
Deux sous de violettes est un film français réalisé par Jean Anouilh en 1951.

## Résumé
La vie est dure pour la petite Thérèse, 17 ans, vendeuse de fleurs. Chez elle aucune intimité possible entre sa mère malade, Maurice son frère paresseux, et sa sœur Lucienne. Aucune évasion possible vers l'extérieur. Il lui faut même repousser les avances du patron fleuriste et de Charlot, un jeune voyou. Envoyée chez des parents de province, égoïstes et bourgeois, elle s'éprend d'André qui lui conte fleurette, mais qui s'éclipsera dès qu'elle sera enceinte. Revenue dans son taudis parisien, peut-être qu'Yvon, son ancien camarade parviendra à la sortir de sa grisaille quotidienne.

## Fiche technique
- Titre : Deux sous de violettes
- Premier titre : La petite Thérèse
- Réalisation : Jean Anouilh, assisté de Michel Boisrond
- Scénario : Monelle Valentin
- Adaptation et dialogue : Monette Valentin, Jean Anouilh
- Décors : Léon Barsacq, assisté de André Bakst et François Suné (accessoiriste)
- Costumes : Marie-Ange Schlicklin, assistée de Victor Noepel
- Photographie : Maurice Barry
- Opérateur : Jean Lallier
- Assistants opérateurs : Max Lechevallier, Jean Barrie
- Musique : Georges Van Parys
- Chanson originale : "Deux sous de violettes" de Jean Anouilh (paroles) et Georges Van Parys (musique), chantée par Anny Flore
- Son : René-Christian Forget
- Montage : Jean Feyte
- Maquillage : Marcel Rey et Odette Rey
- Photographe de plateau : Guy André
- Script-girl : Denise Petit
- Doublure lumière de Dany Robin : Simone Seguin
- Régisseur : Jacques Gibault
- Producteur délégué : François Chavane
- Coproducteurs (non crédités) : Jean Le Duc (producteur), Alain Poiré, Odette Susr, Marius Franay (producteur)
- Directeur de production : Paul Cadéac
- Régisseur général : Jacques Gibault
- Société de production: Cinéphonic, Société Générale de Gestion Cinématographique (SGGC), Gaumont, Francinex, Titan
- Distribution : Gaumont Distribution
- Tournage du 16 avril au 23 juin 1951 à Paris, en Région Parisienne et aux Studios de Billancourt
- Pays de production : France
- Langue de tournage : français
- Format : Noir et blanc - 1,37:1 - 35 mm - Son mono
- Genre : Drame
- Durée : 98 minutes
- Date de sortie : 
  - France : 31 octobre 1951

## Distribution
- Dany Robin : Thérèse Desforges, la vendeuse de fleurs
- Héléna Manson : Mme Desforges, la mère malade
- Henri Crémieux : M. Bousquet
- Yvette Étiévant : Lucienne Desforges, la sœur de Thérèse
- Michel Bouquet : Maurice Desforges, le frère de Thérèse
- Yves Robert : Charlot, le voyou
- Jane Marken : Mme Dubreck, la tante
- Georges Chamarat : M. Dubreck, l'oncle
- Yolande Laffon : Mme Delgrange
- Jacques Clancy : André Delgrange
- Léonce Corne : le médecin
- Geneviève Morel : Germaine
- Max Dalban : le cafetier
- Mona Dol : Mme Lambert
- Gabrielle Fontan : la concierge
- Georges Baconnet : M. Pignot, le fleuriste
- Monique Watteau : Simone
- Jean Pommier : Yvon
- Madeleine Geoffroy : Mme Pignot
- Marcel Pérès : le contremaître
- Marcelle Praince : la vieille dame
- Madeleine Lambert : une amie
- Eugène Yvernes : le garçon
- Nicole Ladmiral : Solange (n'apparait pas dans le film)
- Maurice Jacquemont : le père de Solange (n'apparait pas dans le film)
- Charles Bouillaud : l'agent
- Germaine Reuver : Une autre concierge
- Jane Morlet : la patronne du bistrot
- Jean-Pierre Mocky : le joueur de belote
- Madeleine Suffel : une voisine de M. Pignot
- Marcel Delaitre : un homme au café
- Jacques Dufilho : l'employé du gaz
- Jacques Hilling : un docteur
- Julienne Paroli
- Joëlle Robin
- Jean Francel
- Jean Chaduc
- Henri Cote
- Gilbert Edard
- Madeleine Barbulée : la chanteuse des rues
- Geo Forster